# Roeselia rodea
Roeselia rodea är en fjärilsart som beskrevs av William Schaus 1896. Roeselia rodea ingår i släktet Roeselia och familjen trågspinnare. Inga underarter finns listade.